# Festival meta filma
Festival meta filma je beogradski filmski festival koji se pre svega bavi podžanrom film o filmu. Festival je nastao 2016. godine i održava se u Art bioskopu Kolarac. U ovoj kategoriji filmova akteri jasno ukazuju da je ono što gledamo fikcija, a to su ujedno i filmovi koji govore o filmovima odnosno o procesu pripreme i snimanja. Na festivalu se svake godine dodeljuje nagrada „Branko Vučićević“, nagrada je posvećena sećanju na autora, prevodioca, tvorca pojma „srpska montaža“, koji je svojim scenarističkim i kritičarskim radom ostavio veliki doprinos srpskoj kinematografiji i razvoju ovdašnjeg meta filma.

## Laureati

#### Dosadašnji dobitnici nagrade „Branko Vučićević“ su
- Miša Milošević
- Neša Paripović
- Ljubomir Šimunić
- Zoran Popović
- Nedeljko Despotović
- Petar Jakonić
- Predrag Bambić
- Miloje Radaković

## Filmovi

#### Neki od prikazanih filmova na festivalu[3]
- Prešn, Ljubomir Šimunić
- Gerdi, zločesta veštica, Ljubomir Šimunić
- Kreka-Lovac na snove, Slobodan Ivetić
- Pucnji u Marseju, Gordan Matić
- Mnoštvo i manjina, Goran Markovic
- Delirijum tremens, Goran Markovic
- Čarobne noći, Paolo Virzi
- Who the Fuck Are You, Marina Radmilac
- Žurnal o Želimiru Žilniku, Janko Baljka
- Amitivil/Buđenje, Frenk Kalfen
- Životinje su specijalni efekti, Sandra Jovanovska
- Živeti u megabitu Ana Tasel
- Srdohrd, Ester Ivakič
- Bioskop za slepe, Nika Koležnik, Sara Sedevčič i Asja Trost
- Ringišpil za vikend, Ester Ivakič i Teja Miholič
- Duhovi Ismaila, Arno Deplašen